# 日本化学繊維協会
日本化学繊維協会（にほんかがくせんいきょうかい、英文名称Japan Chemical Fibers Association、略称：化繊協会・JCFA）は、化学繊維メーカーによる業界団体。
- 会長 - 竹内郁夫（東洋紡代表取締役社長）
- 副会長 * 上埜修司（ユニチカ代表取締役社長）
- 専任副会長 - 富𠮷賢一（理事長兼任）

## 沿革
- 1948年（昭和23年）8月 - 前身の日本化学繊維工業会を解散し、日本化学繊維協会設立。東京本部と大阪事務局を設ける。
- 1948年11月 - 機関誌「化繊月報」創刊（2001年3月まで発行　通刊653号）
- 1953年8月 - 名古屋地区連絡所開設（翌年10月に名古屋事務局に改称、1984年3月閉鎖）
- 1996年4月 - 第1回アジア化繊産業会議開催(於；千葉県浦安)
- 1998年8月 - 創立50周年
- 2014年7月 - 炭素繊維協会と統合

## 主な事業
- 化学繊維業界に関する調査統計・広報活動
- 政府・関係機関等に対する働きかけ
- 化学繊維の需要拡大・環境保全・経営効率化の諸施策実施
- 人材育成のための寄付講座など

## 会員
正会員
- 旭化成
- オーミケンシ
- カネカ
- クラレ
- セーレン
- タイレ
- ダイワボウホールディングス
- 帝国繊維
- 帝人
- 東洋紡績
- 東レ
- ニチビ
- 日清紡績
- 日東紡績
- 日本エクスラン工業
- 日本エステル
- 三菱レイヨン
- 富士紡ホールディングス
- ユニチカ

準会員
- インビスタジャパン

 賛助会員  
- UBE
- 三菱化学
- 三井化学
- 住友化学
- 東レ・テキスタイル
- 神戸生絲
- アツギ株式会社
- 株式会社カインドウェア
- グンゼ株式会社
- 興和株式会社
- 三共生興株式会社
- 株式会社三陽商会
- 株式会社セシール
- トリンプ・インターナショナル・ジャパン株式会社
- 株式会社デサント
- 日本テトラパック株式会社
- 美津濃株式会社
- 株式会社ルック
- ログイン株式会社
- 株式会社ワコール
- ブリヂストン